# 24 Hores de Montjuïc 1975
L'edició de 1975 de les 24 Hores de Montjuïc fou la 21a d'aquesta prova, organitzada per la Penya Motorista Barcelona al Circuit de Montjuïc el cap de setmana del 5 i 6 de juliol.
Era la primera prova de la Copa FIM de resistència d'aquell any.

## Classificació general
| Posició | Pilot 1            | Pilot 2              | Motocicleta | Voltes |
| ------- | ------------------ | -------------------- | ----------- | ------ |
| 1       | Salvador Cañellas  | Benjamí Grau         | Ducati 900  | 731    |
| 2       | Jacques Luc        | Alain Vial           | Kawasaki    | 718    |
| 3       | Roger Ruiz         | Christian Huguet     | Japauto     | 717    |
| 4       | Hubert Rigal       | Jean-Claude Chemarin | Honda       | 712    |
| 5       | Gary Green         | Dave Potter          | BMW         | 711    |
| 6       | Marco Lucchinelli  | Georges Fougeray     | Laverda     | 708    |
| 7       | Mark Stinglhamber  | Jack Buytaert        | Honda       | 707    |
| 8       | Tom Dickie         | Darryl Pendlebury    | BMW         | 705    |
| 9       | Josep Maria Torres | Ramon Millet         | Ducati      | 686    |
| 10      | Frank Glauser      | Ernst Wenger         | Honda       | 683    |

1. ↑  2.770,965 km totalitzats, a una velocitat mitjana de 115,455 km/h.

## Trofeus addicionals
- XXI Trofeu "Centauro" de El Mundo Deportivo: Ducati (Salvador Cañellas - Benjamí Grau)